# Marcell Coetzee
Marcell Cornelius Coetzee (Potchefstroom, 8 maggio 1991) è un rugbista a 15 sudafricano che gioca nel ruolo di terza linea ala con la franchigia sudafricana dei Bulls.

## Biografia
Coetzee iniziò a giocare in Currie Cup nel 2011 con i Natal Sharks, lo stesso anno fece anche il suo debutto nel Super Rugby con la franchigia degli Sharks. L'anno dopo cominciò l'ascesa del giovane flanker sudafricano nel panorama internazionale: il C.T. degli Springbok Heyneke Meyer lo schierò titolare nel test match del 9 giugno vinto 22-17 contro l'Inghilterra a Durban. Lo stesso anno Coetzee raggiunse con gli Sharks la finale del Super Rugby 2012.

## Palmarès
- Currie Cup: 1
Natal Sharks: 2013